# Giovanni Agnelli
Giovanni Agnelli (n. 13 august 1866, Villar Perosa, Piemont, Italia – d. 16 decembrie 1945, Torino, Italia) a fost un om de afaceri italian, fondatorul firmei constructoare de mașini Fiat (1899).